# NGC 7270
NGC 7270 est une galaxie spirale située dans la constellation de Pégase. Sa vitesse par rapport au fond diffus cosmologique est de 6 334 ± 25 km/s, ce qui correspond à une distance de Hubble de 93,4 ± 6,6 Mpc (∼305 millions d'al). NGC 7270 a été découverte par l'astronome allemand Albert Marth en 1863.
NGC 7270 présente une large raie HI et renferme des régions d'hydrogène ionisé (HII). Selon le professeur Seligman, NGC 7270 et NGC 7271 formeraient une paire de galaxies.
À ce jour, sept mesures non basées sur le décalage vers le rouge (redshift) donnent une distance de 112,486 ± 14,785 Mpc (∼367 millions d'al), ce qui est à l'extérieur des valeurs de la distance de Hubble.